# Горсгедс (селище, Нью-Йорк)
Горсгедс (англ. Horseheads) — селище (англ. village) в США, в окрузі Чеманг штату Нью-Йорк. Населення — 6606 осіб (2020).

## Географія
Горсгедс розташований за координатами 42°10′7″ пн. ш. 76°49′47″ зх. д. / 42.16861° пн. ш. 76.82972° зх. д. (42.168632, -76.829658).  За даними Бюро перепису населення США в 2010 році селище мало площу 10,11 км², з яких 10,07 км² — суходіл та 0,04 км² — водойми.

## Демографія
Згідно з переписом 2010 року, у селищі мешкала 6461 особа в 3045 домогосподарствах у складі 1661 родини. Густота населення становила 639 осіб/км².  Було 3220 помешкань (319/км²).
Расовий склад населення:
| - 93,9 % — білих - 2,3 % — азіатів - 1,9 % — чорних або афроамериканців - 0,2 % — корінних американців |

До двох чи більше рас належало 1,5 %. Частка іспаномовних становила 1,6 % від усіх жителів.
За віковим діапазоном населення розподілялося таким чином: 19,7 % — особи молодші 18 років, 56,8 % — особи у віці 18—64 років, 23,5 % — особи у віці 65 років та старші. Медіана віку мешканця становила 45,5 року. На 100 осіб жіночої статі у селищі припадало 82,8 чоловіків;  на 100 жінок у віці від 18 років та старших — 79,1 чоловіків також старших 18 років.
Середній дохід на одне домашнє господарство  становив 63 673 долари США (медіана — 53 435), а середній дохід на одну сім'ю — 81 753 долари (медіана — 70 437). Медіана доходів становила 43 521 долар для чоловіків та 41 177 доларів для жінок. За межею бідності перебувало 9,6 % осіб, у тому числі 14,8 % дітей у віці до 18 років та 10,7 % осіб у віці 65 років та старших.
Цивільне працевлаштоване населення становило 3126 осіб. Основні галузі зайнятості: освіта, охорона здоров'я та соціальна допомога — 32,6 %, виробництво — 14,0 %, мистецтво, розваги та відпочинок — 10,3 %, роздрібна торгівля — 10,1 %.